# Гетьманка
Ге́тьманка —  село в Україні, у Великорублівській сільській громаді Полтавського району Полтавської області. Населення становить 26 осіб. До 2020 орган місцевого самоврядування — Микілківська сільська рада.

## Географія
Село Гетьманка знаходиться за 3,5 км від річки Мерла, на відстані 1,5 км розташовані села Терни та Микілка. До села примикає великий лісовий масив урочище Борівське. Біля села озеро Петрашеве. Поруч проходить автомобільна дорога Т 1707.

## Населення

### Мова
Розподіл населення за рідною мовою за даними перепису 2001 року:
| Мова       | Кількість | Відсоток |
| ---------- | --------- | -------- |
| українська | 25        | 96.15%   |
| російська  | 1         | 3.85%    |
| Усього     | 26        | 100%     |

## Історія
12 червня 2020 року, відповідно до розпорядження Кабінету Міністрів України № 721-р «Про визначення адміністративних центрів та затвердження територій територіальних громад Полтавської області», село увійшло до складу Великорублівської сільської громади.
19 липня 2020 року, в результаті адміністративно - територіальної реформи та ліквідації  Котелевського району, село увійшло до складу новоутвореного Полтавського району.